# Movimiento por la Soberanía
Movimiento Por la Soberanía (MPS) (spanisch für: „Bewegung für Souveränität“) ist eine linksgerichtete, indigene Partei im südamerikanischen Anden-Staat Bolivien.
Die Partei wurde im Jahr 2010 von Dissidenten der Partei Movimiento al Socialismo (MAS) gegründet, so von Lino Villca, Óscar Chirinos, Miguel Machaca und Rufo Calle. Die MPS wurde 2010 von Lino Villca geführt, der bei den bolivianischen Regionalwahlen vom April 2010 im Departamento La Paz nach Auszählung der Stimmen an vierter Stelle rangierte.
Nach den Regionalwahlen 2010 stellte die MPS den Bürgermeister in den folgenden sechs Municipios: Municipio Achacachi, Municipio Mecapaca, Municipio Escoma, Municipio Sorata, Municipio Combaya, und Municipio Pucarani.